# Moma fulvicollis
Moma fulvicollis är en fjärilsart som beskrevs av De Lattin 1949. Moma fulvicollis ingår i släktet Moma och familjen Pantheidae. Inga underarter finns listade i Catalogue of Life.